# Chasmocarcinus mississipiensis
Chasmocarcinus mississipiensis is een krabbensoort uit de familie van de Chasmocarcinidae. De wetenschappelijke naam van de soort is voor het eerst geldig gepubliceerd in 1931 door Rathbun.